# Ormosia cuspidata
Ormosia cuspidata är en tvåvingeart som beskrevs av Evgenyi Nikolayevich Savchenko 1973. Ormosia cuspidata ingår i släktet Ormosia och familjen småharkrankar. Inga underarter finns listade i Catalogue of Life.